# Mona Caird
Mona Caird (nascuda Mona Alison, també anomenada Alice Mona Henryson Caird) (Ryde, 1854?-Hampstead, 1932) fou una novel·lista britànica i assagista amb uns punts de vista feministes que van suscitar controvèrsia a la fi del segle XIX

## Biografia
Ella va néixer a Ryde a l'illa de Wight, filla de John Alison, un inventor de Midlothian. L'any 1877, es va casar amb el granger James Alexander Henryson-Caird, fill de Sir James Caird en les terres del qual treballava. El seu espòs recolzava la independència de Mona, i encara que ell va residir principalment a Casencary, ella passava allí només unes poques setmanes a l'any, passant la major part del temps a Londres i viatjant a l'estranger. Es va relacionar amb personatges literaris, incloent a Thomas Hardy que admirava la seva obra, i es va educar a si mateixa en molts temes de les humanitats i les ciències. Els Caird van tenir només un fill, Alister James el 1884, i van romandre casats fins a la seva mort el 1921.
Les seves primeres dues novel·les van passar desapercebudes. El seu nom va cridar l'atenció de l'opinió pública en 1888 quan es va publicar el seu llarg article «Marriage». En ell analitzava les indignitats que històricament van sofrir les dones al matrimoni i va anomenar al seu estat actual un «fracàs vexatori», defensant la igualtat i autonomia dels cònjuges. Considerant que els seus punts de vista sobre el matrimoni havien estat malinterpretats, va publicar un altre article «Ideal Marriage» aquest mateix any. Els seus nombrosos articles sobre el matrimoni i temes femenins escrits des de 1888 fins a 1894 van ser recollits en un volum anomenat The Morality of Marriage and Other Essays on the Status and Destiny of Women el 1897.
Va seguir escrivint ficció. Va publicar la novel·la The Wing of Azrael (1889). Li va seguir una col·lecció de contes, A Romance of the Moors (1891). La seva novel·la més famosa, Daughters of Danaus (Les filles de Dánao) (1894), és la història de Hadria Fullerton, qui aspira a ser compositora, però troba que li queda poc temps per a aquest propòsit per les exigències de la seva època per obligacions familiars,tant pels seus pares com les d'esposa i mare. La novel·la ha estat considerada des de llavors un clàssic feminista. També és conegut el seu conte «The Yellow Drawing-Room» («La sala groga», 1892), en el qual Vanora Haydon desafia la separació convencional de «esferes» d'homes i dones. Tals obres han estat considerades com a «ficció de la Nova Dona».
Va ser una sufragista activa des dels vint anys. També era una opositora activa a la vivisecció, escrivint àmpliament sobre el tema, incloent «The Sanctuary Of Mercy» (1895), «Beyond the Pale» (1896) i una obra «The Logicians: An episode in dialogue» (1902), que els personatges discuteixen diferents punts de vista sobre el tema.
Entre els seus escrits posteriors hi ha un gran llibre de viatges il·lustrat, Romantic Cities Of Provence (1906), i les novel·les The Stones Of Sacrifice (1915), que descriu els dolorosos efectes del auto-sacrifici en les dones, i The Great Wave (1931), de ciència-ficció social que ataca la política racista de l'eugenèsia negativa.
Mona Caird va morir el 4 de febrer de 1932 a Hampstead.

## Obra
- Whom Nature Leadeth (1883) novel·la
- One That Wins (1887) novel·la
- Marriage (1888) assaig
- The Wing Of Azrael (1889) novel·la
- The Emancipation of the Family (1890) assaig
- A Romanç Of The Moors (1891) contes
- The Yellow Drawing-Room (1892) història
- A Defence of the Sota-Called Wild Women (1892) assaig
- The Daughters Of Danaus (1894) novel·la
- The Sanctuary Of Mercy (1895) assaig
- A Sentimental View Of Vivisection (1895) assaig
- Beyond the Pale: An Appeal on Behalf of the Victims of Vivisection (1897) assaig ampliat
- The Morality of Marriage and Other Essays on the Status and Destiny of Women (1897) assajos
- The Pathway Of The Gods (1898) novel·la
- The Ethics of Vivisection (1900) assaig
- The Logicians: An episode in dialogue (1902) obra de teatre
- Romantic Cities Of Provence (1906) llibre de viatges
- Militant Tactics and Woman's Suffrage (1908) assaig
- The Stones Of Sacrifice (1915) assaig
- The Great Wave (1931) novel·la